# Обуда (остров)
 Тази статия е за остров Обуда.  За историческият град вижте Обуда.  
Обуда (на унгарски: Óbudai), наричан още Остров-корабостроителница (на унгарски: Hajógyári-sziget) заради бившата корабостроителница там, е остров на река Дунав, най-големият в Будапеща. Разположен е в квартал Обуда, III столичен район.
Известен е с голяма зона за отдих и като мястото на провеждане на ежегодния музикален фестивал „Сигет“ от 1993 г.

## География
Островът е образуван от дребни скални маси и наноси, донесени и натрупани от водите на река Дунав. Бреговете на острова се намират в рамките на 1651-ви и 1654-ти km по река Дунав. Площта му е 108 дка (1,08 km²), дължината – 2750 m, широчината – не повече от 500 m (точно на отметката на 1653-тия километър на реката). Остров Обуда се намира на около 70 – 80 метра от бреговете на река Дунав. През северната част на острова минава Уйпещкият железопътен мост, а през южната – мостът „Арпад“, свързващ Буда и Пеща.

## История

### До XIX век
Остров Обуда първоначално влиза в района на римския град Аквинкум, където през 89 г. е разположен римски легион. През 106 г. Аквинкум се превръща в столица на Панония, а към края на 2 век населението му нараства до 40 хиляди души. Римляните напускат Аквинкум през 409 г., а при крал Матяш I Корвин на острова е построена ловна колиба. От 17 век, островът, както и целия тогавашен град Обуда, принадлежи на семейство Зичи.

### XIX век
През 19 век на острова е основана корабостроителница от граф Ищван Сечени, и първият кораб в нея е построен през 1836 г. – това е парахода „Арпад“. През същата година на острова са открити римски укрепления. 28 хектара от територията на острова са отделени за корабостроителницата, а останалите са използвани за селско стопанство. До 1858 г. до острова е възможно да се достигне само с ферибот, до построяването на първия мост.

### XX век
През 1900-те години остров Обуда придобива прозвището „Големия остров“, а след това и „Острова-корабостроителница“. Скоро промишленото производство в Обуда спира, а пристанището преминава във владение на Унгарския яхтклуб. По време на разкопки на мястото на завода са открити руините на дворец на император Адриан. През 1960-те години на остров Обуда започват да отглеждат моркови, а през 1967 г. е построен бетонен мост. През 1973 г., за стогодишнината от обединението на Обуда с Пеща и Буда, е открит парк „9 май“, в размер на 18 хиляди m2. На територията на парка са построени площадки за игра, които през 1999 г. почти изцяло изгарят, а през 2004 г. са демонтирани. Все още там се намират шест тенис корта, които са занемарени.

### XXI век
От 1993 година на острова се провежда музикалният фестивал „Сигет“ (на унгарски: Sziget – 'остров'), който е един от най-големите в Европа. След края на управлението на Комунистическата партия, на практика в столицата няма места за срещи и концерти, и остров Обуда се превръща в идеалното място за подобни дейности. Първоначално фестивалът е наречен Diáksziget (на унгарски: Студентски остров
) и е организиран от Карол Герендай и Петер Мюлер Сиями. Ентусиастите, организиращи фестивала, заплащат разходите за провеждането му до 1997 г. От 1996 до 2001 г. спонсор е компанията „Пепси“, в чест на която фестивалът е наречен Pepsi Sziget. От 2002 г. той е известен просто като Sziget Fesztivál.

## Фауна и флора
Значителна част от острова е заета от парк за отдих с декоративни храсти и цветя. На северния край на острова живеят голям брой водоплаващи птици. В първоначалното си състояние е запазена крайречната гора в западната част на острова с дължина около 1,5 km, където се среща бяла топола. През 1994 г. на гората е даден статут на парк. На острова също така растат черни тополи, големи и малки брястове, има и 200-годишна бяла върба, наречена „Матусаил“.
На острова живеят като птици, като зимородка, вечерна ветрушка, зелен кълвач, сврачка, сива врана, зеленоглава патица и гривяк. От насекомите се срещат бръмбари.